# Saurauia xylantha
Saurauia xylantha är en tvåhjärtbladig växtart som beskrevs av Otto Stapf och E. G. Baker. Saurauia xylantha ingår i släktet Saurauia och familjen Actinidiaceae. Inga underarter finns listade i Catalogue of Life.